# 佐藤綾子 (心理学者)
佐藤 綾子（さとう あやこ、1947年 - ）は、日本の心理学者、博士（パフォーマンス学・心理学）。長野県松本市生まれ。
1980年ニューヨーク大学大学院パフォーマンス学研究学科修了後、日本大学藝術学部教授を経てハリウッド大学院大学教授。一般社団法人パフォーマンス教育協会理事長。株式会社国際パフォーマンス研究所代表取締役。
防衛省統合幕僚学校高級課程教官、日本カウンセリング学会認定スーパーバイザー、エグゼクティブパフォーマンスインストラクター、社)日本女性経営者協会理事、日本健康医療学会常任理事、東京都倫理法人会女性委員会顧問を務める。
信州大学教育学部、上智大学大学院文学研究科（MA取得）、ニューヨーク大学大学院パフォーマンス研究科修士課程修了（MA取得）。上智大学大学院博士後期課程満期修了。立正大学大学院心理専攻（博士号取得、Ｐｈ．Ｄ）

## 略歴
- 1969年3月 - 信州大学教育学部英語科卒業
- 1969年4月 - 江戸川区立小松川第三中学校教諭（1970年3月まで）
- 1977年4月 - 上智大学大学院文学研究科英米文学専攻博士前期課程入学 （1979年3月修了）
- 1980年10月 - ニューヨーク大学大学院パフォーマンス研究学科修士課程修了（MA取得）
- 1983年3月 - 上智大学大学院文学研究科博士後期課程単位取得満期退学
- 1983年4月 - 武蔵野女子大学（現・武蔵野大学）専任講師に就任
- 1987年4月 - 実践女子大学文学部助教授に就任
- 1992年10月 - 国際パフォーマンス学会を設立、学会専務理事（’93理事長）
- 1993年4月 - 実践女子大学文学部教授に昇格
- 1994年4月 - 「佐藤綾子のパフォーマンス学講座®」開設主宰
- 1997年7月 - 社団法人パフォーマンス教育協会設立。理事長に就任
- 2001年2月 - 立正大学へ博士論文「人間関係づくりにおける非言語的パフォーマンスの研究」を提出し博士（文学）の学位を取得[3][4]
- 2004年4月 - 日本大学藝術学部研究所教授に就任（2008年4月より日本大学藝術学部演劇学科教授）
- 2014年 - 日本カウンセリング学会　認定スーパーバイザー
- 2017年 - ハリウッド大学院大学　教授（現職）

## 主な著作
- 『愛して学んで仕事して』（グラフ社）
- 『マンハッタン母学生』（文藝春秋）
- 『霧の炎　津和野』（桐原書店）
- 『自分育てのすすめ』（講談社）
- 『しなやかに、イヴたちへ』（福武書店）
- 『今日のままの明日でいいの？』（青春出版社）
- 『男たちへの応援歌』（講談社）
- 『パフォーマンス人間の時代』（青春出版社）
- 『誰も一人では生きていけない』（青春出版社）
- 『かしこい女は、かわいく生きる。』（PHP研究所）
- 『しなやかに、イヴたちへ』（福武文庫）
- 『文庫版・愛して学んで仕事して』（講談社文庫）
- 『フレッシュマン諸君』〔共著〕（日本生産性本部）
- 『35色のパレット』〔共著〕（フレーベル館）
- 『賢い女の愚かな選択』〔Smart Woman, Foolish Choices 訳〕（臨床心理学症例研究、講談社）
- 『自分表現の時代』（佼成出版社）
- 『愛なんかこわくない』（青春出版社）
- 『男のホンネ、女のホンネ』〔共著〕（三笠書房）
- 『あなたの恋チェック』〔訳〕（日本実業出版）
- 『女と仕事・私の方法』〔共著〕（三笠書房）
- 『人生をいかに生きるか』〔共著〕（PHP研究所）
- 『経営パフォーマンスの時代 ―個性表現のすべて』（東洋経済新聞社）
- 『自分育てのすすめ』（講談社文庫）
- 『すてきな女の愛と人生の選択』（PHP研究所）
- 『わが心の詩』〔共著〕（PHP研究所）
- 『今どきの社会を解明する』〔共著、対談集〕（フジテレビ）
- 『女学入門』〔共著〕（日本実業出版社）
- 『教育課程と学校運営の改善』〔共著〕（ぎょうせい）
- 『個性表現の時代―人間の見かた見せかた』（講談社）
- 『文庫版・マンハッタン母学生』（講談社文庫）
- 『賢い女の愚かな選択』（講談社文庫）
- 『今を生きる』〔共著〕（PHP研究所）
- 『人間どう好かれるか』（青春出版社）
- 『愛され方の上手い女性、下手な女性』（青春出版社）
- 『高感度ビジネス講座』〔共著〕（アス出版）
- 『人づきあいのコツはここにある』〔共著〕（講談社）
- 『女と仕事・私の方法』（三笠書房）
- 『なぜもっと自分を愛せないのか』（PHP研究所）
- 『いきいき「わがまち」、みんなの手で！』〔共著〕（ぎょうせい）
- 『実力経営者はどこがちがうのか ―経営者とパフォーマンス』（PHP研究所）
- 『Understanding Japanese Communication』※日米発行（ジャパンタイムズ社）
- 『ザ・ヒューマン・ネットワーク』〔共著〕（にじゅういち出版）
- 『文庫版・愛なんかこわくない』（講談社文庫）
- 『すてきな自分への22章』（PHP研究所）
- 『人物スケッチラジオ紳士録 ―PART8』〔共著〕（東海ラジオ放送）
- 『好感を与えて相手を動かす ―最強のビジネスパフォーマンス―』（PHP研究所）
- 『すてきな女の愛と人生の選択』（PHP文庫）
- 『日本流自己表現はどこまで通じるか―国際パフォーマンスのすすめ』（ジャパンタイムズ社）
- 『自分をぶつけて生きてみよう』（三笠書房）
- 『各界著名人が綴る―心に残る一冊の本』〔共著〕（PHP研究所）
- 『「パフォーマンス学」入門』（中経出版）
- 『文庫版・誰も一人では生きていけない』（PHP文庫）
- 『文庫版・愛される自分への10章 ―すてきな自分表現』（三笠書房）
- 『本気で自分を生きてみよう』（三笠書房）
- 『女20代・かしこい仕事術』〔共著〕（大和書房）
- 『すべてを変える勇気をもとう』（PHP研究所）
- 『新就職者のためのビジネスマナーの基本』〔共著〕（(社)全国勤労青少年ホーム協議会）
- 『いい就職がしたい、いい仕事がしたい』（三笠書房）
- 『国際化時代の自己表現学』（韓国産業訓練研究所）
- 『心から自分を愛してみよう ―キャリアも愛も、ここからスタート』（PHP研究所）
- 『素敵な人生こうしてつくる』（実業之日本社）
- 『この決断があなたを変える』（KKベストセラーズ）
- 『自分を見つめなおす22章』（PHP研究所）
- 『超東北の発見』〔共著〕（JR東日本企画）
- 『自分をどう表現するか ―パフォーマンス学入門』（講談社現代新書）
- 『もっと上手に自分を表現しなさい ―国際化時代の日本人のパフォーマンス』〔共著〕太陽企画出版
- 『本気で愛されなさい』（三笠書房）
- 『Performance Patterns of the Japanese people』（金星堂）
- 『教師のパフォーマンス学入門 ―もっと本気で自分を表現しよう！』（金子書房）
- 『成功する人の自己表現術 ―パフォーマンス力をどう養うか』（ダイヤモンド社）
- 『女が独身時代に考えておくこと』（三笠書房）
- 『本気で愛しなさい』（三笠書房知的生き方文庫）
- 『こう考えたらもっと素敵』（PHP研究所）
- 『これからの時代は女性でわかる ―百匹目の猿現象が始まった』（PHP研究所）
- 『大人の女性になるためのEQ育て ―人に好かれる感性の磨き方』（大和書房）
- 『自分を見つめなおす22章』（PHP文庫）
- 『就職に役立つ自己表現の本』〔共著〕（日経事業出版社）
- 『自分を信じて前に進もう』（三笠書房）
- 『かしこい女は、かわいく生きる。』（PHP文庫）
- 『世界に見せたい日本人 ―国際人の自己表現術』※英日・バイリンガル（洋販出版）
- 『明日の自分が楽しみになる本』（三笠書房）
- 『最高の自分を見せる法』（PHP研究所）
- 『すてきな自分への22章』（PHP文庫）
- 『1分間で自分を変える ―愛と幸運をつかむ出会いの法則』（三笠書房）
- 『文庫版・好かれる自分の見せかた42のルール ―自分の個性をどう表現していくか』（成美文庫）
- 『とにかく、やってみよう』〔Feel the Fear and Do It Anyway 訳〕※カウンセリング症例集（大和書房）
- 『自分を生かす！』（PHP研究所）
- 『文庫版・パフォーマンス人間の自己表現術』（成美文庫）
- 『文庫版・すてきな女性の「自分育て」のすすめ』（PHP文庫）
- 『『好きな自分』になる55の方法』（講談社）
- 『文庫版・ほんとうの愛と性がわかる本』（PHP文庫）
- 『出会う人みんなを味方にしよう！ ―やさしい人づきあい50章』（日本教文社）
- 『「愛されるあなた」のつくり方』（PHP文庫）
- 『今日を思いっきり ―どんなときでも一歩踏みだせる心理学』（三笠書房）
- 『「新しい自分」を始めよう』（大和書房）
- 『すべてを変える勇気をもとう』（PHP文庫）
- 『他人の10倍人に好かれる自己表現法』（PHP研究所）
- 『自分をぶつけて生きてみよう』（三笠書房知的生き方文庫）
- 『Kiss Book』（主婦の友社）
- 『引っこみ思案な自分をラクにする本』〔Dare to Connect 訳〕（大和書房）
- 『幸せになりたい人この指とまれ』（スターツ出版）
- 『きらいな自分 なりたい自分 ―自分らしさをつたえよう』（実業之日本社）
- 『「言いたいこと」が言えない人たちへ―もっとラクに、スンナリ、自己主張しよう』（PHP研究所）
- 『非言語的パフォーマンス ―人間関係をつくる表情・しぐさ』（東信堂）
- 『文庫版・自分を大好きになる55のヒント』（PHP文庫）
- 『五十歳からの生き方で大切なこと』（海竜社）
- 『はじまりの家 ―悲しむのに時があり、笑うのに時がある』（NTT出版）
- 『バイブルに見るビジネスの黄金律』〔共著〕（いのちのことば社）
- 『キレない心を育てる ―親と子の自己表現37のコツ』（講談社）
- 『元気心理学！ ―仕事も恋もうまくいくステキな習慣』（PHP研究所）
- 『上手な怒り方 ―がまんしてたらソンばかり』（PHP研究所）
- 『きっと相手の心がつかめる自己表現法 ― 人に好かれる話し方・表情しぐさ47の法則』（PHP文庫）
- 『今泣いたカラスはもう笑え！ ―今の時代は涙が効くよ！』（ロコモーションパブリッシング
- 『パーフェクトペアレント』（講談社）

- 『プレゼンに勝つ！「魅せ方」の技術―パワーポイント症候群からの卒業』（ダイヤモンド社）
- 『リーダーのパフォーマンス学 ― 人をひきつける魅力あるリーダーシップ』（学事出版）
- 『なぜ、あの人の言い分だけ通るのか？』（&R研究所）
- 『自分をぶつけて生きてみよう』（三笠書房文庫）
- 『60秒で魅せる自己表現』（秀和システム）
- 『目つき・顔つき･態度を学べ!! 』（マジビジシリーズno.8）（ディスカヴァー・トゥエンティワン）
- 『思いやりの日本人』	講談社現代新書
- 『ミリオネーゼ ―できる女性の自分の見せ方』（ディスカヴァー・トゥエンティワン）
- 『人は7秒であなたを読む！』（東邦出版）
- 『願いがかなう8つの習慣 ―「先取りの感謝」の心理学』（ダイヤモンド社）
- 『ひとり上手は100人上手！』（主婦の友社）
- 『日経WOMAN 元気のバイブル ― 人づきあいの心とスキル』（日経ビジネス人文庫）
- 『なぜあの人は尊敬されるのか』（中経出版）
- 『新版 かしこい女は、かわいく生きる。』（PHP研究所）
- 『B型 そばでトクする32の理由』（春日出版）
- 『一瞬の表情で人を見抜く法』（PHP研究所）
- 『患者さんとスタッフの心をつかむデンタルパフォーマンス』（クインテッセンス出版）
- 『人とつきあう自己表現』（福音社）
- 『2秒で愛される人になる ―自分が好きになるヒント』（幻冬舎）
- 『学級で生かすパフォーマンス心理学 ―子どもと上手につきあうために』（金子書房）
- 『―書き込み式― 1週間ハッピープログラム』（二見書房）
- 『読顔力 ―一瞬の表情で心を見抜く技術』（PHP文庫）
- 『人間関係が得意になる本 ―マンガ・パフォーマンス学入門』（幻冬舎）
- 『小泉進次郎の話す力』	幻冬舎
- 『愛される販売員100のヒント』	商業界
- "『55歳は分かれ道
- ―人生後半を自分らしく生きるとっておきのヒント』"	飛鳥新社
- 『聖書に学ぶ人づきあい力』	いのちのことば社
- "『医師のためのパフォーマンス学入門
- ―患者の信頼を得るコミュニケーションの極意』"	日経BP
- "『これからの保育者のために ―資質向上への新たな視点』
- 〔共著〕篠原欣子、今井豊彦、木村歩美、佐藤綾子（対談本）"	萌文社
- 『愛される保育者になる40のヒミツ』（Gakken保育BOOKs）（学研教育みらい）
- 『相手と自分の心をひらくたった2つの方法 ― 初対面からうちとける「人づきあい」のヒント』（WAVE出版）
- 『もう、名刺交換はするな。─ 必ず「仕事につなげる人脈」のつくり方』（フォレスト出版）
- 『ビジネスは最初の2秒が勝負！― 相手が読めればすべてがうまく回り出す！』（ぱる出版）
- 『「人間」と「文化」と「育ちの原点」への保育学を拓く ―問いが響き合う地平に』〔共著〕（萌文社）
- 『エグゼクティブの「クギを刺す」技術』（すばる舎）
- 『「ずっと一緒にいたい」と思われる女の3つの秘密』（マガジンハウス）
- 『「察しのいい人」と言われる人は、みんな「傾聴力」をもっている』（講談社＋α新書）
- 『これからがうまくいく！40代選択の知恵』（学研教育出版）
- 『歯科医院のためのパフォーマンス学入門』（日本歯科新聞社）
- 『安倍晋三プレゼンテーション ―進化・成功の極意』（学研教育出版）
- 『非言語表現の威力 ―パフォーマンス学実践講義』（講談社現代新書）
- 『ありのままの私を生きる30のヒント』（電子書籍）（日経BP）（日経WOMAN）
- 『30日間で生まれ変わる！ アドラー流心のダイエット』（集英社）
- 『カウンセラーのためのパフォーマンス学』（金子書房）
- 『できる人・好かれる人になる　「見た目」と「話し方」のコツ34』（ディスカヴァー・トゥエンティワン）
- 『だれだって、いつもゼロスタート』（さくら舎）
- 『できる大人の　「見た目」と「話し方」』（ディスカヴァー・トゥエンティワン）
- 『マンガ　人から好かれる技術』（宝島社）
- 『一流のリーダーがやっている　部下のやる気に火をつける33の方法』（日経BP社）
- 『介護も高齢もこわくない』（学研メディカル秀潤社）
- 『新版・医師のためのパフォーマンス学入門』（日経 BP マーケティング）
- 『あなたの主治医が名医に変わる本』（マキノ出版）
- 『トップリーダーに学ぶ人を惹きつける「自分の見せ方」』（ディスカヴァー・トゥエンティワン）
- 『新版・愛して学んで仕事して』（アチーブメント出版）